# Championnat du Soudan de football 2022
Navigation
Saison précédente Saison suivante
La saison 2022 du Championnat du Soudan de football est la cinquante-huitième édition de la première division au Soudan, la Sudan Premier League. Le championnat se déroule avec une poule de seize équipes qui se rencontrent deux fois. À la fin de ce championnat les deux derniers sont relégués directement.
Le club Al Hilal Omdurman est le tenant du titre.

## Qualifications continentales
Les deux premiers du classement se qualifient pour la prochaine édition de la Ligue des champions de la CAF. Le 3e et le vainqueur de la Coupe du Soudan disputeront la Coupe de la confédération 2022-2023.

## Les clubs participants
- Al Hilal Omdurman
- Hay Al Arab Port-Soudan
- Al Ahli Merowe
- Al Amal Atbara
- Al Hilal Obayid
- Al Ahli Khartoum
- Hay Al-Wadi
- Al Merreikh Omdurman
- Al Khartoum SC
- Al Ahly Shendi
- Al-Shorta Al-Qadarif
- Al Hilal Port-Soudan
- Tuti SC Khartoum
- Al-Hilal Al-Fasher
- Wad Nobawi - Promu de D2
- Kober Khartoum - Promu de D2

## Compétition
Le barème de points servant à établir les classements se décompose ainsi :
- Victoire : 3 points
- Match nul : 1 point
- Défaite : 0 point

### Classement
| Rang | Équipe                  | Pts | J  | G  | N  | P  | Bp | Bc | Diff |
| ---- | ----------------------- | --- | -- | -- | -- | -- | -- | -- | ---- |
| 1    | Al Hilal Omdurman T     | 77  | 30 | 24 | 5  | 1  | 59 | 13 | +46  |
| 2    | Al Merreikh Omdurman    | 74  | 30 | 22 | 8  | 0  | 56 | 11 | +45  |
| 3    | Al Hilal Port-Soudan    | 48  | 30 | 13 | 9  | 8  | 42 | 31 | +11  |
| 4    | Al Ahly Shendi          | 42  | 30 | 12 | 6  | 12 | 26 | 27 | -1   |
| 5    | Al-Hilal Al-Fasher      | 40  | 30 | 10 | 10 | 10 | 27 | 28 | -1   |
| 6    | Al Ahli Khartoum        | 40  | 30 | 11 | 7  | 12 | 22 | 24 | -2   |
| 7    | Kober Khartoum P        | 37  | 30 | 9  | 10 | 11 | 29 | 32 | -3   |
| 8    | Wad Nobawi P            | 36  | 30 | 8  | 12 | 10 | 23 | 29 | -6   |
| 9    | Al Ahli Merowe          | 35  | 30 | 8  | 11 | 11 | 34 | 40 | -6   |
| 10   | Hay Al Arab Port-Soudan | 34  | 30 | 7  | 13 | 10 | 18 | 21 | -3   |
| 11   | Hay Al-Wadi             | 34  | 30 | 8  | 10 | 12 | 23 | 30 | -7   |
| 12   | Tuti SC                 | 34  | 30 | 8  | 10 | 12 | 21 | 29 | -8   |
| 13   | Al Amal Atbara          | 33  | 30 | 7  | 12 | 11 | 22 | 35 | -13  |
| 14   | Al-Shorta Al-Qadarif    | 32  | 30 | 8  | 8  | 14 | 27 | 37 | -10  |
| 15   | Al Hilal Obayid         | 29  | 30 | 8  | 5  | 17 | 23 | 39 | -16  |
| 16   | Al Khartoum SC          | 23  | 30 | 5  | 8  | 17 | 32 | 58 | -26  |

|  | Qualification pour la Ligue des champions de la CAF 2022-2023           |
|  | Qualification pour la Coupe de la confédération 2022-2023               |
|  | Relégation directe                                                      |
|  | T : Tenant du titre C : Vainqueur de la Coupe du Soudan P : Promu de D2 |

## Bilan de la saison
| Championnat du Soudan de football 2022                             |                               |
| Champion                                                           | Al Hilal Omdurman (33e titre) |
| Qualifications continentales                                       |                               |
| Ligue des champions de la CAF 2022-2023                            | Al Hilal Omdurman             |
| Ligue des champions de la CAF 2022-2023                            | Al Merreikh Omdurman          |
| Coupe de la confédération 2022-2023                                | Al Hilal Port-Soudan          |
| Coupe de la confédération 2022-2023                                | Al Ahli Khartoum              |
| Promotions et relégations                                          |                               |
| Promus en Premier League                                           |                               |
| Relégués en Championnat du Soudan de football de deuxième division | Al Hilal Obayid               |
| Relégués en Championnat du Soudan de football de deuxième division | Al Khartoum SC                |